# Xandria
Xandria este o formație germană de symphonic metal fondată de Marco Heubaum în anul 1994. Stilul interpretat de formația Xandria combină muzica metal simfonică cu elemente ale muzicii metal electronic.

## Istoric
După mai multe încercări și după realizarea unor mari reușite pe portalurile de muzică, formația lansează primul album în anul 2003, album intitulat Kill the Sun, care a ajuns pe locul 98 în topurile germane de muzică. Următorul album Ravenheart(2004), a stat în topurile de muzică germane timp de șapte săptămâni și a ajuns pe locul 36. În anul 2005, formația Xandria lansează al treilea album intitulat India, care a ajuns pe locul 30 în topul muzical german.
În 14 decembrie 2006, Xandria începe înregistrarea celui de al patrulea album Salomé - The Seventh Veil, iar lansarea acestuia se face pe data de 25 mai 2007. Considerat ca fiind cel mai reușit proiect muzical, acest album este unul de succes și ajunge pe locul 41 în topurile muzicale germane.
Pe data de 30 aprilie 2008, cântăreața Lisa Middelhauve părăsește formația din motive personale, iar formația începe să caute un nou vocalist.
În februarie 2009 Kerstin Bischof fostă interpretă a formației Lakonia și foarte cunoscută în lumea muzicală datorită colaborării cu formația Axiss, devine noua cântăreață a formației Xandria.
Totuși, după doar un an, în timpul concertelor din vara anului 2010, Kerstin Bischof decide să părăsească Xandria și să se concentreze pe o carieră diferită de cea a formației. 
În 19 decembrie 2010, Xandria anunță că noua interpretă vocală a formației este cântăreață de 29 ani Manuela Kraller. În 7 ianuarie 2011, Manuela Kraller debutează live în cadrul Classic Meets Pop  la Seidensticker Halle, Bielefeld, Germania.
Pe 5 februarie 2013, formația anunță pe site-ul oficial și pe facebook că noul basist al formației este Steven Wussow cu care vor începe înregistrările pentru noul lor album Neverworld’s End.
În vara anului 2013, în data de 10 august, Xandria concertează la Sibiu în cadrul festivalului Artmania.
Pe data de 25 octombrie 2013, Xandria anunță că Manuela Kraller a părăsit formația pentru a se dedica unei noi cariere muzicale și că noua cântăreață a formației este Dianne van Giersbergen, fosta vocalistă a formației Ex Libris. Albumul Sacrificium a fost lansat anul următor. Pe 31 iulie 2015, la 10 ani de la înființare, a fost lansat primul EP al formației, intitulat Fire & Ashes.
Noul lor album, Theater of Dimensions a fost lansat pe 27 ianuarie 2017. După lansare, Xandria a pornit într-un turneu în Europa care a continuat în America de Nord, în mai 2017, unde Xandria au fost pentru prima dată trupa principală, în deschiderea lor cântând Kobra and the Lotus și Once Human. Din motive personale, Xandria și-au anulat următoarea jumătate a turneului american precum și turneul în Rusia, dar au început să posteze datele pentru turneele lor din 2018. Aeva Maurelle de la trupa Aeverium va fi vocalista temporară pentru concertele europene din toamna anului 2017.
Pe 13 septembrie 2017, Dianne a postat pe pagina ei Facebook că a părăsit Xandria. Ea a motivat decizia prin insistența din partea management-ului trupei de a o obliga să cânte chiar și atunci când nu era fizic capabilă, afirmând că stresul ei este confirmat de doctori. Pe 15 septembrie 2017, două zile mai târziu, fosta vocalistă Manuela Kraller a publicat un mesaj pe pagina ei de Facebook, dezvăluind că exact acesta a fost și motivul ei de a părăsi trupa cu patru ani în urmă. Ea a lăudat curajul Diannei de a face publică situația, curaj pe care ea nu l-a avut în trecut, ci abia acum. Fosta vocalistă Lisa Middelhauve a publicat și ea în aceeași zi o declarație despre plecarea Diannei. Totuși, Middelhauve nu a vorbit despre ea însăși ci despre soțul ei de la acea vreme, fostul basist Xandria Nils Middelhauve, de care între timp a divorțat. Din mesajul vocalistei reieșea că și el a părăsit trupa în circumstanțe negative.

## Membrii formației
Membri actuali
- Marco Heubaum – voce, chitară, claviaturi (1997–prezent)
- Gerit Lamm – tobe (1997–prezent)
- Philip Restemeier – chitară (2001–prezent)
- Steven Wussow  – bas (2013–prezent)

Foști membri
- Niki Weltz – tobe (1994–1997)
- Manuel Vinke – chitară (1996–1997)
- Andreas Litschel – claviaturi (1996–1997)
- Nicole Tobien – voce (1997)
- Holger Vester – bas (1997)
- Jens Becker – chitară (1999–2000)
- Andreas Maske – chitară (2000–2001)
- Roland Krueger – bas (1999–2004)
- Kerstin Bischof – vocale (2009–2010)
- Lisa Middelhauve – vocale, pian (2000–2008, 2010)
- Nils Middelhauve – bas (2004–2012)
- Manuela Kraller – voce (2010–2013)
- Dianne van Giersbergen – voce (2013–2017)

## Discografie

### Albume
| An   | Titlu                     | Poziții în topuri | Poziții în topuri |     |
| An   | Titlu                     | GER               | SWI               | SWI |
| ---- | ------------------------- | ----------------- | ----------------- | --- |
| 2003 | Kill the Sun              | 98                | —                 | —   |
| 2004 | Ravenheart                | 36                | —                 | —   |
| 2005 | India                     | 30                | —                 | —   |
| 2007 | Salomé – The Seventh Veil | 49                | —                 | —   |
| 2012 | Neverworld's End          | 43                | —                 | 51  |
| 2014 | Sacrificium               | 25                | 71                | 48  |
| 2017 | Theater of Dimensions     | 17                | 56                | 25  |

### Compilații
| An   | Titlu                           |
| ---- | ------------------------------- |
| 2008 | Now & Forever – Best of Xandria |

### EP-uri
| An   | Titlu        |
| ---- | ------------ |
| 2015 | Fire & Ashes |

### Demo
| An   | Titlu        |
| ---- | ------------ |
| 1997 | Xandria      |
| 2000 | Kill the Sun |

### Single-uri
| An   | Titlu          | Poziții | Album                     |
| An   | Titlu          | GER     | Album                     |
| ---- | -------------- | ------- | ------------------------- |
| 2004 | „Ravenheart”   | —       | Ravenheart                |
| 2004 | „Eversleeping” | 861     | Ravenheart                |
| 2007 | „Save My Life” | —       | Salomé – The Seventh Veil |

1 Ediție limitată

#### Single-uri promo
| An   | Titlu                       | Album                     |
| ---- | --------------------------- | ------------------------- |
| 2003 | „Kill the Sun”              | Kill the Sun              |
| 2005 | „In Love with the Darkness” | India                     |
| 2007 | „Sisters of the Light”1     | Salomé – The Seventh Veil |
| 2012 | „Valentine”                 | Neverworld's End          |
| 2014 | „Dreamkeeper”               | Sacrificium               |
| 2014 | „Nightfall”                 | Sacrificium               |
| 2015 | „Don't Say a Word”          | Fire & Ashes              |
| 2015 | "Voyage of the Fallen"      | Fire & Ashes              |
| 2017 | „We Are Murderers (We All)” | Theater of Dimensions     |
| 2017 | Call of Destiny”            | Theater of Dimensions     |
| 2017 | „Queen of Hearts Reborn”    | Theater of Dimensions     |

1 Înregistrat de Xandria și Jesus on Extasy